# 高匪躬
高匪躬（？—？），南宋政治人物，紹興年間任鄰山縣縣尉。